# Beilschmiedia staudtii
Beilschmiedia staudtii är en lagerväxtart som beskrevs av Adolf Engler. Beilschmiedia staudtii ingår i släktet Beilschmiedia och familjen lagerväxter. Inga underarter finns listade i Catalogue of Life.